# شهدي عطية
شهدى عطية الشافعي أو شهدي عطية (1911- 15 يونيو 1960) هو سياسي شيوعي مصري، ولد في مدينة الإسكندرية عام 1911 م.

## بداياته
انخرط شهدي في الحركة الطلابية التي شكلت منطلقا هاما للحركة الوطنية المصرية في ثلاثينات القرن الماضي، درس الإنجليزية في جامعة القاهرة وعمل مدرساً في مدرسة ثانوية لوقت قصير وحصل على منحة من وزارة التربية والتعليم للدراسة في جامعة اوكسفورد في بريطانيا وحصل على الماجيستر ثم عاد من بريطانيا ليعمل مفتشاً للتعليم في وزارة التربية والتعليم عام 1947. وكان أول مصري يتم تعينة مفتشا للغة الإنجليزية بالمدارس المصرية.

## نضاله
انضم إلي تنظيم «إسكرا» الشيوعي في هذه الفترة وأصبح أحد المصريين الاثنين الذين وصلا الي عضوية اللجنة المركزية للتنظيم، وتولي مسؤلية «دار الأبحاث العلمية» المنبر الثقافي لتنظيم إسكرا الذي استقطب أعداداً كبيرة من المثقفين المصريين الشبان للحركة الشيوعية. وكتب شهدي عطية بالتعاون مع محمد عبد المعبود الجبيلي وثيقة «أهدافنا الوطنية» التي نشرت عام 1945، كما ساهم في تأسيس اللجنة الوطنية للطلبة والعمال التي قادت مظاهرات فبراير مارس 1946 ضد مفاوضات حكومة الأقلية المصرية مع الإنجليز.
عندما اندمجت إسكرا مع الحركة المصرية للتحرر الوطني (حدتو) لتشكيل الحركة الديموقراطية للتحرر الوطني (حدتو) تولي شهدي عطية رئاسة تحرير صحيفتها «الجماهير» كما أصبح عضوا في اللجنة المركزية لحدتو.
اصطدم مباشرة بهنري كورييل بسبب دعوة الأخير الي وحدة كل القوى الوطنية والتقدمية في جبهة واحدة، ونشر العديد من المقالات في صحيفة الجماهير داعياً إلي تأسيس حزب شيوعي مصري ثوري يمثل الطبقة العاملة. رفضت اللجنة المركزية مناقشة تقريره الثوري فانقسم على حدتو وشكل «حدتو-التيار الثوري». لم يحظ تياره إلا بأييد محدود وعاد للانضمام الي حدتو عام 1955. صدر ضده حكم بالسجن لمدة سبع سنوات وعندما خرج من المعتقل كانت الحركة الشيوعية المصرية تواجه موجة أخرى من القمع على يد النظام الناصري الذي استولى على الحكم عام 1952.
وبالرغم من تشدده الثوري أصبح شهدي عطية أحد المؤيدين المتحمسين للضباط الأحرار واعتبر انقلابهم حركة تقدمية معادية للإمبريالية، وعرض آراءه هذه في كتابه «أمريكا والشرق الأوسط» الذي صدر أثناء المقاومة الناصرية لحلف بغداد عام 1955.
وبسبب آرائه المتعاطفة مع النظام نشرت العديد من مقالاته في جريدة المساء الحكومية.
عقب تأميم قناة السويس والأزمة السياسية التي نجمت عنها حرب 1956، كتب مؤلفه الشهير «تطور الحركة الوطنية المصرية 1882 – 1956» والذي يعتبر من أهم القراءات الوطنية الماركسية عن تاريخ مصر. كما نشر عدداً من القصص القصيرة «مجموعة حارة ام الحسيني» مسلسة في جريدة المساء.
تدهورت علاقات الشيوعيين بالنظام الناصري بسبب معارضة الشيوعيين العراقيين والسوريين للوحدة المصرية السورية بقيادة عبد الناصر في فبراير 1958. اعتقل شهدي عطية مرة أخرى في يناير 1959 مع مئات من الشيوعيين لكنه ظل يدافع عن الإصلاحات الداخلية التي أنجزها النظام الناصري ومواقفه غير المنحازة في السياسة الدولية وأكد خلال محاكمته في مارس 1960 أن على كل وطني مصري حقيقي أن يساند النظام الناصري ويؤيده.
حدتو وامتدادتها المتباينه عبر التاريخ المصري كانت التنظيم الاشتراكي والشيوعي الرائد في الحركة العماليه والثقافيه المصرية. ضمت الحركة الديمقراطية للتحرر الوطني (حدتو) ضمن من ضمت صلاح جاهين، يوسف ادريس، فؤاد حداد، خالد محي الدين. زكي مراد إبراهيم، عبده العنتبلي، كمال عبد الحليم واحمد الرفاعي وكذلك البطل الأسطوري لليله 23 يوليو الضابط الشجاع يوسف صديق الذي اقتحم قياده اركان الجيش المصري فاتحا الطريق امام ثوره 23 يوليو.
كان شهدي عطيه أحد ابرز كتاب جريده الجماهير ابرز الصحف الاشتراكية في الاربعينات وكتب فيها مقاله الشهير «الشعب يريد حزبا من نوع جديد» في اشاره مبطنه للتنظيم حدتو. تم القاء القبض علية في عام 1948، وحكم عليه بالاشغال الشاقه لمده 8 سنوات..و قيد بالاغلال وفي قفص المحكمة هاتفا بحياه الشعب المصري وحريته وكانت محاكمته وشجاعته مصدر الهام للعديد من رفاقه.
في عام 1959 حوكم امام محكمة عسكرية في قضية شيوعية وكان معة 47 من رفاقه في قضيه عرفت بقضيه ال 48. تم نقلهم من سجن الحضره بالاسكندريه الي معتقل أبى زعبل وهناك تعرض ال 48 معتقلا الي التعذيب عرايا والسحل بالخيل والتعذيب الشديد المنظم. قتل شهدي أثناء هذا العمل المنظم.
بعد وفاة شهدى استطاع رفاقه تهريب خبر اغتياله للخارج نشر نعي عظيم في جريده الأهرام خطا مما ادي الي عزل الرقيب الذي لم يكن يهتم بما ينشر في صفحه الوفيات.
في جريدة الأهرام وكان الرئيس جمال عبد الناصر وقتها في يوغسلافيا ودعة الرئيس تيتو لحضور مؤتمر وفي الجلسة وقف مندوب يوغسلافيا ووجهة التحية إلى ذكرى الشهيد الذي قتل تحت التعذيب في مصر وطبعا كانت صدمة لعبد الناصر وابرق لمصر يطلب وقف التعذيب والتحقيق في الموضوع.
معظم الذين كتبوا عن المناضل شهدي عطية الشافعي، كتبوا عنه من زاوية الكفاح السياسي، والنضال الديمقراطي والشيوعي، ولم يذكر لنا أحد من الباحثين أو الشاهدين أو الرفاق الذين زاملوه في شتي مراحله، شيئا عن وجهه الأدبي والابداعي والقصصي، وربما يكون اليسار المصري هو أحد الوجوه الناصعة والمشرقة في زيادة الإبداع عموما، وهناك من استمروا وقدموا ابداعات شامخة مثل فؤاد حداد وعبد الرحمن الشرقاوي ويوسف ادريس وعبد الرحمن الخميسي وغيرهم، وهناك من اختطفتهم الحركة السياسية بأشكال مختلفة مثل صلاح حافظ، وإبراهيم عبد الحليم، وشهدي عطية الشافعي، الذي ذهب فداء لنضال شرس ضد الطغيان والظلم والاضطهاد الطبقي، وقد بدأ هذا النضال منذ أن كان طالبا في كلية الآداب، يورد صنع الله إبراهيم موجزا عن تاريخ حياته في كتابه: (يوميات الواحات) قائلا: (ولد شهدي عطية الشافعي سنة 1913 وحصل علي ليسانس الآداب ودبلوم المعلمين واشتغل بالتدريس، ثم تقدم لمسابقة اللغة الإنجليزية، وكان أول الناجحين فاستحق بعثة إلي بريطانيا حيث حصل علي درجة الماجستير في الأدب الإنجليزي من كامبردج، وبدأ التحضير لدرجة الدكتوراه في الفلسفة، وعند عودته في نهاية الحرب العالمية الثانية شغل وظيفة مدرس أول اللغة الإنجليزية بمدرسة التجارة، ثم تدرج في مناصب وزارة التربية والتعليم حتي وظيفة مفتش أول اللغة الإنجليزية، ويعد من أوائل المصريين الذين شغلوا هذا المنصب، وحتي ذلك الوقت أسس دار 'الأبحاث العلمية' ثم شارك في قيادة اللجنة الوطنية للطلبة والعمال سنة 1946، وقبض عليه في العام التالي، وحكم عليه بالأشغال الشاقة لمدة سبع سنوات فصار أول سجين سياسي يدخل الليمان ويقيد بالسلاسل الحديدية، وظل الشيوعي الوحيد به، وخلال ذلك نظم مدرسة لمكافحة الأمية ونجح في تنظيم أول إضراب من نوعه في السجون المصرية للمطالبة بتحسين الطعام وظروف المعيشة، وفي أعقاب الثورة أفرج عنه بثلاثة أرباع المدة، وظل خاضعا للمراقبة القضائية حتي اعتقاله مرة ثانية في أول يناير 1959، وكان المتهم الأول في قضية حدتو التي قدمت إلي المحاكمة العسكرية في مارس.1960
أما بقية الأحداث التي تعرض لها شهدي عطية فهي معروفة باستفاضة في عدد من الأدبيات السياسية، والشهادات التي تناولت فترة الاعتقال من 1959 إلي 1964، وقد نعتبر وأعد الدكتور رفعت السعيد التحقيقات التي أجريت بعد اغتياله في كتاب وأسماه الجريمة، ونجد وقائع هذا الاغتيال في كتابات فخري لبيب وطاهر عبد الحكيم وفتحي عبد الفتاح والهام سيف النصر والسيد يوسف وسعد زحران وآخرين، كما كتب الروائي الراحل فتحي غانم روايته 'حكاية تو' عن هذا الحدث، كما كتب أيضا 'الروائي محمود الورداني رواية تتناول الحدث عنوانها 'أوان القطاف'.. وفيها يوازي الورداني استشهاد شهدي عطية، باستشهاد الحسين.. وقد كتبت قصائد رثاء عديدة في استشهاد شهدي.. منها قصائد فؤاد حداد ورؤوف نظمي، ومحسن الخياط، وعبد العظيم أنيس (الرفيق سيد)، الذي يبدأها أنيس بقوله:
```
(صورتك علي عيني.. عين ثانية بشوف بيها
```

الجن والسجان وأيام بآسيها
وكل شومة في ايد سجان ألاقيها
أهم وأجري ورا السجان استفسر
عن دم واقف علي شومته يقول باصرار
شيوعي؟ طبعا شيوعي..؟)
يوم 15 يونيو.. كان يوما حزينا.. حزينا.. ويحتاج إلي وقفة طويلة، لأنه كان يوما يخص المواجهة الشرسة والفاصلة بين قوي الطغيان الفاشية، وقوي الديمقراطية والتقدم.. هذه المواجهة التي استخدمت فيها قوي الطغيان أعلي أدوات البطش والبلطجة والعربدة.. بعيدا عن علم جمال عبد الناصر كما تقول جميع الأخبار التي سجلت الحدث، وأضافت بأنه تعرض لموقف محرج أثناء زيارته ليوغوسلافيا، وهو يتحدث عن الديمقراطية التي تعيش فيها البلاد.. وفي تلك اللحظة وقف اليوغوسلافيون حدادا علي استشهاد شهدي عطية، ولم يكن عبد الناصر لديه خبر بهذا الاستشهاد، فأمر وهو في زيارته بإجراء تحقيق شامل في الحدث.
كان شهدي عطية من أكثر المناضلين دأبا وبحثا وإبداعا، وكان ضد التواجد اليهودي في قيادة التنظيمات الشيوعية المصرية، إذ انضم إلي اسكرا التي كانت قيادتها كلها تقريبا يهودية
ما يقدمه صنع الله إبراهيم على صفحات كتاب «يوميات الواحات» ليس إلا سردا وحشيا للمرحلة التي أمضاها مع جمع كبير من كوادر المعارضة المصرية في معتقل الواحات سيئ الصيت ومحاولة لتحليل الدروس المستفادة من هذه المرحلة.القيمة الحقيقية للكتاب لا تكمن في كونه تاريخا، وانما في دعوته إلى تكاتف الجهود لكي تكون كل تجربة تنتمي إلى المناخ الكابوسي الذي يحدثنا عنه تاريخا، إلى ألا تنتمي إلى حاضرنا، أو مستقبلنا، الذين نعرف جميعا أن فيهما من الانكسارات والهزائم الوحشية ما يكفي، ويزيد.
لم تمكث مجموعة المعتقلين التي كان صنع الله من بين أفرادها في الواحات كثيراً، حيث تم ترحيلهم فجأة بعد أشهر قليلة إلى سجن القناطر الخيرية، ووضعوا في مكان منعزل وحرموا تماما من فرصة الاختلاط بالسجناء العاديين والحصول على الصحف، كما منعوا من استخدام المكتبة ومن الاستماع إلى الراديو. وهناك فوجئ صنع الله بالصول العجوز «أبو رجيلة» الذي كان يتولى تدريبه في المقاومة الشعبية مسؤولاً عن الطابق الذي أقاموا فيه، وكان هذا الصول يستمتع بأن يجلس على مقعد وسط العنبر ويأمرهم بأن يمكثوا أمامه، وفي مقدمتهم شهدي عطية.
كانت تلك الفترة، حسب وصف صنع الله، قاسية حقا، فالمكان شديد البرودة وفراشهم مكون من «برش» من الليف وبطانية، وفرض عليهم أن يضعوا هذا الفراش كل صباح خارج الزنازين التي تغلق عليهم حتى المساء، ويقضون اليوم كله وهم يقفزون كالقرود التماساً لبعض الدفء. وعلى الرغم من منع الكتب فلم يستطع مدير السجن منع الكتب السماوية الثلاثة فأتيح لصنع الله أن يقرأ التوراة والإنجيل، وأن يرى العلاقة القائمة بين الكتب السماوية الثلاثة والتجليات المختلفة للحلم الإنساني بالعدل والمساواة، كما أن الحكايات التاريخية في التوراة والقرآن روت عطشه للقصص، وشطح خياله في تطوير كثير منها.
في أواخر فبراير من العام التالي، نقلوا إلى سجن الإسكندرية للمثول أمام محكمة عسكرية بتهمة التآمر لقلب نظام الحكم. وقبل المحاكمة بأسبوع، حسبما يذكر صنع الله، نشبت مشادة بين أحد ضباط السجن وزميل من الإسكندرية ـ حمدي مرسي ـ يهوي الملاكمة وسريع الانفعال فما كان من الأخير إلا أن رد عليه باللكمات، فأمر الضابط بإغلاق الزنازين وتجمع الحراس على الفور، وأمروهم بالخروج عرايا، حيث انهالوا عليهم بالضرب، وتم تجريد الزنازين من محتوياتها من الملابس والأطعمة. وعندما أعادوهم إليها فتح الباب حارس متجهم سكب فوق أجسادهم العارية جردل البراز والبول.

## رحلة شقاء
وتتواصل رحلة الشقاء لصنع الله ورفاقه حيث يتم بعد المحاكمة نقلهم إلى معتقل أبي زعبل الملحق بالليمان الشهير في ضواحي القاهرة ولم يكن أغلبهم، حسب كلام صنع الله، يعلم أن إحدى الصفحات السوداء في التاريخ السياسي المصري الحديث تكتب فيه. وهنا يأبى صنع الله أن يمرر هذا الجزء من دون الإشارة إلى ملامح من هذه الصفحات والتي لم يعايش سوى جانب محدود منها مستعينا بشهادات الكثير من الكتاب الذين مروا بتلك التجربة ووصفهم لتفاصيل عمليات التعذيب الذي استمر بالنهار والليل وامتد من الضرب والتجويع والإهانة المستمرة إلى العمل في تكسير البازلت، وكان يتم تصعيده حتى بلغ جرعة الحد الفاصل بين الحياة والموت.
بل وتصل المفارقة أو السخرية ذروتها إلى الحد الذي لا يجد معه المرء سوى الضحك أو البكاء، فالأمران سيان في هذه الحالة، حين يذكر لنا صنع الله ضمن رواياته عن هذه الصفحات أن الإرهاق لم يصب المعتقلين وحدهم بل امتد إلى الحراس أنفسهم حتى أن السجان ـ عبد الصادق ـ الذي لقب بنخاس العبيد من جراء قسوته أصيب بالإعياء ذات يوم فصرخ في ضحاياه قائلا: «يا أولاد.. ياللي ما فيش في قلوبكم رحمة!».
غادر الفوج الإسكندرية بعد منتصف ليلة 15 يونيو في سيارات الترحيلات الكبيرة المغطاة، وجاء نصيب صاحبنا في سيارة واحدة مع شهدي عطية الشافعي، الذي تميز حسب وصفه بقامة طويلة وعظام عريضة بينما كان صنع الله وما زال نحيف البنية ضئيلها.
وصلت السيارات في الخامسة والنصف صباحا إلى ساحة بها أكوام من القاذورات، وتشرف عليها فرقة من الجنود المسلحين بالمدافع الرشاشة والضباط المزودين بالسياط فوق خيولهم، وصدرت اليهم الأوامر التي تخللتها الشتائم بالجلوس القرفصاء وخفض الرؤوس، ولأن رأس شهدي كانت بارزة بسبب طول جسمه، فقد صاح به أحد الضباط، وهو يضربه بالعصا على عنقه: «وطي رأسك يا ولد!» فيما إنهال ضابط آخر على مسجون آخر ـ بهيج نصار ـ وهو يصيح فيه: أنت مشمئنط ليه يا بن ال... ».
وفجأة، تم استدعاء صنع الله مع ثلاثة آخرين، وصدرت الأوامر للأربعة بأن يجلسوا القرفصاء في جانب، ويضعوا رؤوسهم في الأرض، ففعلوا، ثم أمروا بأن يرفعوا رؤوسهم بحيث يرون ما يجري لزملائهم وتتابعوا أمامهم يجردون من ملابسهم وهم يضربون ويترنحون عرايا وهم يلهثون ويغمى عليهم، فيغسمون في مياه ترعة صغيرة ويداسون بالأقدام.
وقد رأى إبراهيم عبد الحليم ـ أحد العناصر القيادية في تنظيم حدتو ـ وهو عار يلهث من الضرب الذي كاله له أحد الضباط، وفي ثوان تم تجريدهم من ملابسهم الخارجية والداخلية حتى صاروا عرايا من دون أن تكف الشتائم والضربات، وركع صنع الله أمام حلاق جز شعر رأسه ومن دون أن يتوقف الضرب بالشوم، ثم أعطاه أحدهم لفافة من ملابس السجن وبرشاً وبطانية خفيفة. وبدأ الضرب من جديد. جره أحدهم على ظهره فوق الرمال بطريقة السحل. وسط هستيريا الضرب التي استولت على الضباط جميعا.

## رحيل شهدي
قتل شهدي عطية الشافعي تحت التعذيب في سجن أبوزعبل في 15 يونيو 1960.
في مساء ذلك اليوم، علم الجميع بوفاة شهدي عطية الشافعي، وقد كانت حفلة التعذيب التي تعرض لها صنع الله مع الثلاثة الآخرين بقصد الضغط عليهم من أجل المثول أمام النيابة والشهادة في واقعة وفاة شهدي بأنه توفي قبل وصولهم إلى المعتقل، وبالقدر الذي احتله شهدي من الحركة الشيوعية المصرية، وبقدر البشاعة التي تمت بها جريمة القتل العمد التي راح شهدي ضحية لها، كان الحدث بمثابة مأزق للنظام لم يعرف كيف يفلت منه.
ويحاول صنع الله أن يضعنا في قلب الحدث على الرغم من أنه لم يكن شاهداً عليه، مقدماً لنا من واقع التحقيقات التي جرت فيما بعد كيف تمت الوفاة.لقد وقعت الوفاة في إحدى حفلات التعذيب التي يشيب لهولها الولدان، وتنتهك فيها أبسط الحقوق الآدمية، ووفق ما يذكر أحد شهود الحادث - السيد يوسف - يقول إنه بعد أن تم استدعاء مجموعة من المعتقلين كان شهدي من بينهم بادره المأمور حسن منير عندما رآه قائلا: إنت بقى شهدي عطية؟ عمللي علم؟ أنت شيوعي يا وله ؟ قول: أنا مرة!
فقال شهدي : عيب أسلوبك هذا، فأنت تسئ للنظام بهذا التصرف، ونحن قوى وطنية ليست ضد الحكومة، وحتى لو كنا ضد الحكومة، فليس من حقك أن تسلك هذا السلوك الوحشي فنحن أصحاب رأي».وهنا تسلمه اليوزباشي عبد اللطيف رشدي، بعد أن أنهكوه بالضرب والإغراق في مياه ترعة قريبة وتمزيق ملابسه حتى أصبح عاريا تماما، وسأله رشدي والضرب مستمر:
- اسمك ايه يا ولد؟!.
- فيرد شهدي : أنا مش ولد!
- اسمك أيه؟
- شهدي عطية.
- أرفع صوتك!

فلم يرفع صوته، وكرره بالنبرة نفسها، وهنا عاد السؤال مرة أخرى:
- اسمك ايه؟
- أجاب شهدي: إنت عارف أنا مين.
- إنت شيوعي؟

وليبدأ بعد ذلك فاصل من التعذيب تم خلاله دفع شهدي ليلف حول العنابر، ثم سمع الحضور صوت جسم يرتطم بالأرض، فقال أحد الجنود لزميله: شيله! فقال : لا شيله أنت. فين التومرجي، حضر الأخير، وراح يخبط على جسمه قائلا: «قوم يا وله.. خليك جدع يا وله!» ولما لم يجد استجابة راح يؤكد : «يظهر أنه خلص خلاص!» ولم يجد طبيب الليمان إزاء ذلك سوى أن يكتب في تقريره أن الوفاة جاءت نتيجة هبوط في القلب.
تناقلت وكالات الأنباء الخبر، وكان عبد الناصر وقتها في بلغراد، ودعاه تيتو لحضور مؤتمر شيوعي، ووقف مندوب يوغسلافي وسط الجلسة المهيبة، ووجه التحية إلى ذكري الشهيد الذي قتل في مصر بسبب التعذيب. وتعرض عبد الناصر لسؤال من أحد الصحافيين عن الأمر فقال: «لم نقتل أحداً، ومن يخرج على النظام يقدم للقضاء العادل»، ولكنه أبرق لوزارة الداخلية في القاهرة بإجراء تحقيق عاجل في الحادث ووقف التعذيب وترحيل المعتقلين إلى مكان أكثر أمنا.
لقد ألقت هذه التجربة بتأثيرها الكبير على صنع الله، حيث كشفت له عن بشاعة القهر وما يؤدي اليه من إهدار للكرامة الإنسانية، وعلمته النظر إلى الإنسان ككل متكامل مؤلف من نقاط قوة ونقاط ضعف واحتل هذا الموضوع مكان الصدارة في تفكيره بعد ذلك فيما أعقب ذلك من أحداث.
وفي هذا الخصوص، يشير إلى أن التعذيب لم يتوقف بعد مصرع شهدي عطية في أبي زعبل وإنما اتخذ شكلا جديدا على يد اختصاصيين تدربوا في الولايات المتحدة، فقد تلقى البعض خطابات من أهاليهم تطالبهم بالخروج وسماع الكلام» وهددت زوجات بطلب الطلاق وكتبت طفلة إلى أبيهاأخرج من أجلي ومن أجل ماما.. قالوا لي أنك لا تريد أن تخرج لأنك تكرهنا.. أنا أكرهك». بعد وفاة عطية، رثاه عدد من الشعراء، وعلى رأسهم الشاعر كمال عبد الحليم في قصيدة شيوعي الشهيرة.